# Alicia Alegret Martí
Alicia Alegret Martí (Reus, 1977) és una periodista i política catalana, diputada al Parlament de Catalunya en la IXa i Xa legislatures.

## Trajectòria política
Ha treballat com a periodista en la Cadena COPE de Reus. Va començar la seva carrera política com a assessora del grup municipal del Partit Popular de Reus en el 2000, fins que després de les eleccions municipals espanyoles de 2007 va entrar com a regidora a l'ajuntament de Reus. Posteriorment fou escollida diputada a les eleccions al Parlament de Catalunya de 2010.
A les eleccions municipals espanyoles de 2011 fou la cap de llista del seu partit per Reus. Mercè un pacte amb CiU que va concedir l'alcaldia a Carles Pellicer i Punyed la va convertir en portaveu del grup municipal popular, primera tinent d'alcalde i regidora de Seguretat Ciutadana i Promoció Econòmica. A les eleccions al Parlament de Catalunya de 2012 fou escollida novament diputada per Tarragona.
En 2012 fou denunciada per la CUP de Reus davant la Fiscalia Anticorrupció en referència al Cas Innova (hòlding municipal del que aleshores n'era vicepresidenta), sota l'acusació d'haver fet contractar per Innova una persona que va estar treballant només a la seu del Partit Popular de Reus. A començaments de 2013 dues treballadores del PP de Reus la demandaren per assetjament laboral.
Quan el novembre de 2014 es va trencar el pacte municipal entre PP i CiU va perdre el càrrec de tinent d'alcalde i el seu propi partit la destituí com a portaveu municipal. Alicia Alegret va dimitir com a regidora i anuncià que es mantindria en l'escó al Parlament fins al final de la legislatura.